# البيت بيتي (مسلسل)
البيت بيتي هو مسلسل تلفزيوني مصري عُرض في عام 2022 على منصة شاهد، من بطولة كريم محمود عبد العزيز، مصطفى خاطر، ميرنا جميل، مي القاضي، سامي مغاوري، من تأليف أحمد عبد الوهاب وكريم سامي، ومن إخراج خالد مرعي. والمسلسل يتكون من 10 حلقات.

## نبذه
في إطار من الكوميديا والرعب، يُجبر بينو على العودة إلى القاهرة من أجل تسوية ميراثه، ولكن سرعان ما يصاب بالصدمة عند معرفته بأن ما يرثه سيعرضه للمغامرات المرعبة.

## طاقم العمل
- كريم محمود عبد العزيز بدور كراكيري
- مصطفى خاطر بدور بينو
- سامي مغاوري بدور شفيق
- ميرنا جميل بدور أحلام
- سامي المغوري بدور والد احلام
- نشوى علي بدور فتحية
- ايمان شريف بدور شيرين
- محمود حافظ بدور عابدين
- محمد محمود عبدالعزيز بدور كريم
- مي القاضي بدور راندا
- سليمان عيد بدور أشرق
- عبدالرحيم حسن بدور الهام المحامي
- علا رامي بدور اسعاد هانم
- صبري عبدالمنعم بدور طومان
- ياسر الطوبجي بدور غريب
- عابد عناني بدور عوني
- هنا زهران بدور روح
- ياسر علي ماهر بدور باهر بيه
- عبير فاروق بدور ام احلام
- عفاف مصطفى بدور ام روح
- جلال الزكي بدور رامي
- احمد عبدالوهاب بدور سمير
- محمد اوتاكا (ياسر اوتاكا/ياسر فيصل) بدور عصام
- محمود مبروك بدور امين شرطة
- حسام الفحام بدور رجل القسم
- هند حسام الدين بدور دوسه